# Acraea natalica
Acraea natalica là một loài bướm ngày thuộc họ Nymphalidae. Nó được tìm thấy ở KwaZulu-Natal tới Zimbabwe và ở Mozambique, Malawi, Zambia, miền nam Zaire (Shaba), Tanzania và miền đông Kenya.
Sải cánh dài 55–65 mm. Con trưởng thành bay quanh năm, với cao điểm vào mùa hè ở Nam châu Phi .
Ấu trùng ăn các loài Adenia gummifera, Passiflora (bao gồm Passiflora coerulea) và Tricicleras longepedunculata.